# Mesochelifer fradei
Mesochelifer fradei är en spindeldjursart som beskrevs av Max Vachon 1940. Mesochelifer fradei ingår i släktet Mesochelifer och familjen tvåögonklokrypare. Inga underarter finns listade i Catalogue of Life.